# Illegaliteit (Tweede Wereldoorlog)
Met illegaliteit ten tijde van de Tweede Wereldoorlog wordt meestal gedoeld op het geheel van groepen, personen en activiteiten waarmee op alle mogelijke manieren verzet werd geboden tegen de Duitse bezetter, het gezag werd ondermijnd, of burgers werden beschermd tegen zware straffen van het totalitaire régime, zoals moord op grond van politieke of godsdienstige overtuiging. Het begrip illegaal moet worden opgevat in het licht van de regels die de bezetter oplegde; naar de normen van het Belgisch en Nederlands recht dat vóór en na de bezetting gold, waren de meeste handelingen niet onrechtmatig of illegaal.
Kranten verschenen illegaal, persoonsbewijzen en voedselbonnen werden gestolen en vervalst en mensen die moesten onderduiken werden geholpen met schuilplaatsen, transport en voedsel.
Een ander veelgebruikt begrip is het verzet, maar daaronder werden tot ongeveer 2010 door de belangrijkste Nederlandse historici alleen gewelddadige of gewapende weerstand gerekend. Hier waren vooral mannen actief, bij de organisatie van onderduik en verzorging van onderduikers, waren meer vrouwen betrokken.
Netwerken ontstaan in de illegaliteit en het verzet in Nederland hebben na de Tweede Wereldoorlog grote invloed gehad op het Nederlandse maatschappelijke leven. Zo heeft de illegaliteit bijvoorbeeld de aanzet gegeven tot de doorbraakgedachte met vele samenvoegingen op politiek en sociaal terrein, zoals de Partij van de Arbeid.

## Illegale en clandestiene publicaties
Vanaf 1942 legde de bezetter als wetgeving op, dat voor elke publicatie een papiervergunning moest worden aangevraagd, die in de vorm van het zogenaamde 'K-nummer' op ieder drukwerk te zien was. Tezelfdertijd werden alle schrijvers er op straffe van publicatieverbod toe gedwongen lid te worden van de Kultuurkamer. Uitgevers en schrijvers die zich niet aan deze verordeningen wilden onderwerpen konden zwaar bestraft werden. Als uitweg begonnen ze in het geheim hun kranten, tijdschriften of boeken produceren. Daarbij wordt onderscheid gemaakt tussen clandestiene en illegale verboden lectuur. Onder clandestiene uitgaven worden verstaan de zonder de vereiste Duitse toestemming verschenen normale drukwerken; illegale publicaties waren de geproduceerde drukwerken die gericht waren tegen de bezetting en zijn Nederlandse aanhangers, bijvoorbeeld de tijdschriften Vrij Nederland en Trouw, of het gedicht De achttien dooden van Jan Campert.
In de jaren na de oorlog werd een alfabetisch geordende, genummerde bibliografie van in de oorlog clandestien of illegaal geproduceerde boeken samengesteld, die naar zijn samensteller bekend staat als 'De Jong'.
De productie van clandestien drukwerk werd door de bezetters actief vervolgd en streng bestraft; veel drukkers werden ervoor geëxecuteerd, zoals de Groningse kunstenaar en drukker Hendrik Werkman.